# Centro culturale Altinate/San Gaetano
Il Centro culturale Altinate/San Gaetano è un'istituzione culturale, espositiva ed educativa sita in un importante palazzo storico del centro di Padova, per l'esattezza in "Contrada Altinate", in prossimità della cosiddetta chiesa di San Gaetano.
Naturalmente, viene impiegata per mostre di vario genere, patrocinate dal Settore Cultura del Comune di Padova, dall'Università di Padova e simili istituzioni pubbliche.

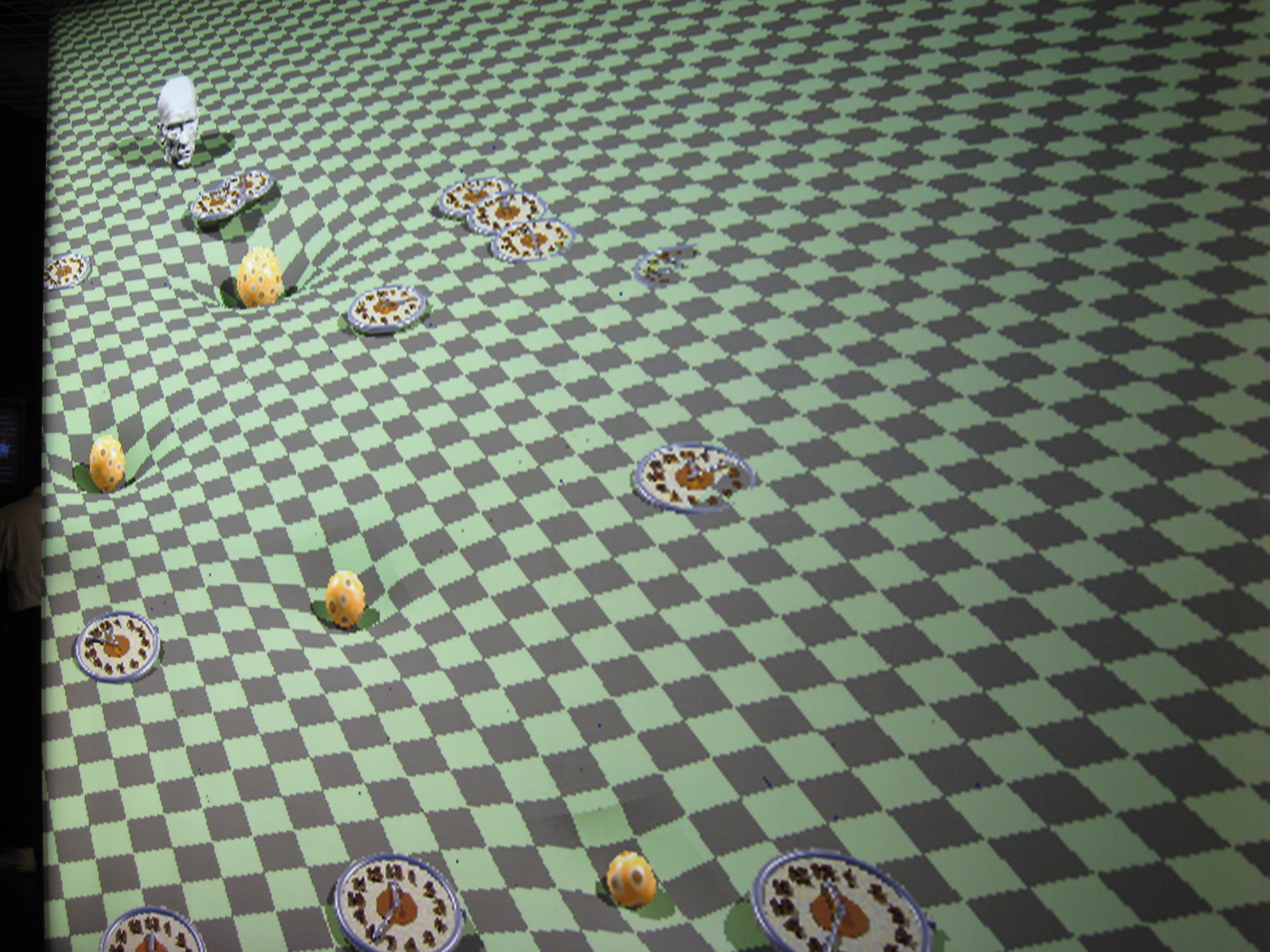
Una rappresentazione pittorica della teoria della relatività, apparsa nel corso della mostra Il futuro di Galileo, al centro culturale Altinate/San Gaetano nel 2009.

## Storia
L'edificio, opera progettuale dell'architetto Vincenzo Scamozzi, è stato originariamente costruito nel periodo 1582-1693. In principio adibito a convento (dedicato a San Gaetano) dei teatini, dal 1874 è proprietà del Comune di Padova, che lo aveva trasformato in Palazzo di Giustizia.
Nel 1920 fu gravemente danneggiato da un incendio, rendendo necessario un intenso restauro per mano dell'ingegnere Tullio Paoletti, intervento da cui sostanzialmente deriverà l'aspetto attuale.

## Ergonomia volumetrica
La recente ristrutturazione ha organizzato gli spazi come di seguito esposto.
- Piano interrato: contiene una sala polivalente, una sala regia, una sala relatori, il foyer.
- Piano terra: ospita la galleria centrale, alcuni vani adibiti ad attività commerciali, il chiostro che costituisce lo spazio espositivo principale, e presenta una caffetteria/ristorante.
- Piano primo: alloggia la galleria centrale, altre stanze espositive, l'ufficio della biblioteca.
- Piano secondo: include la biblioteca storica (Biblioteca civica di Padova), la sala lettura, gli uffici del Progetto Giovani (del Comune).

## Galleria d'immagini

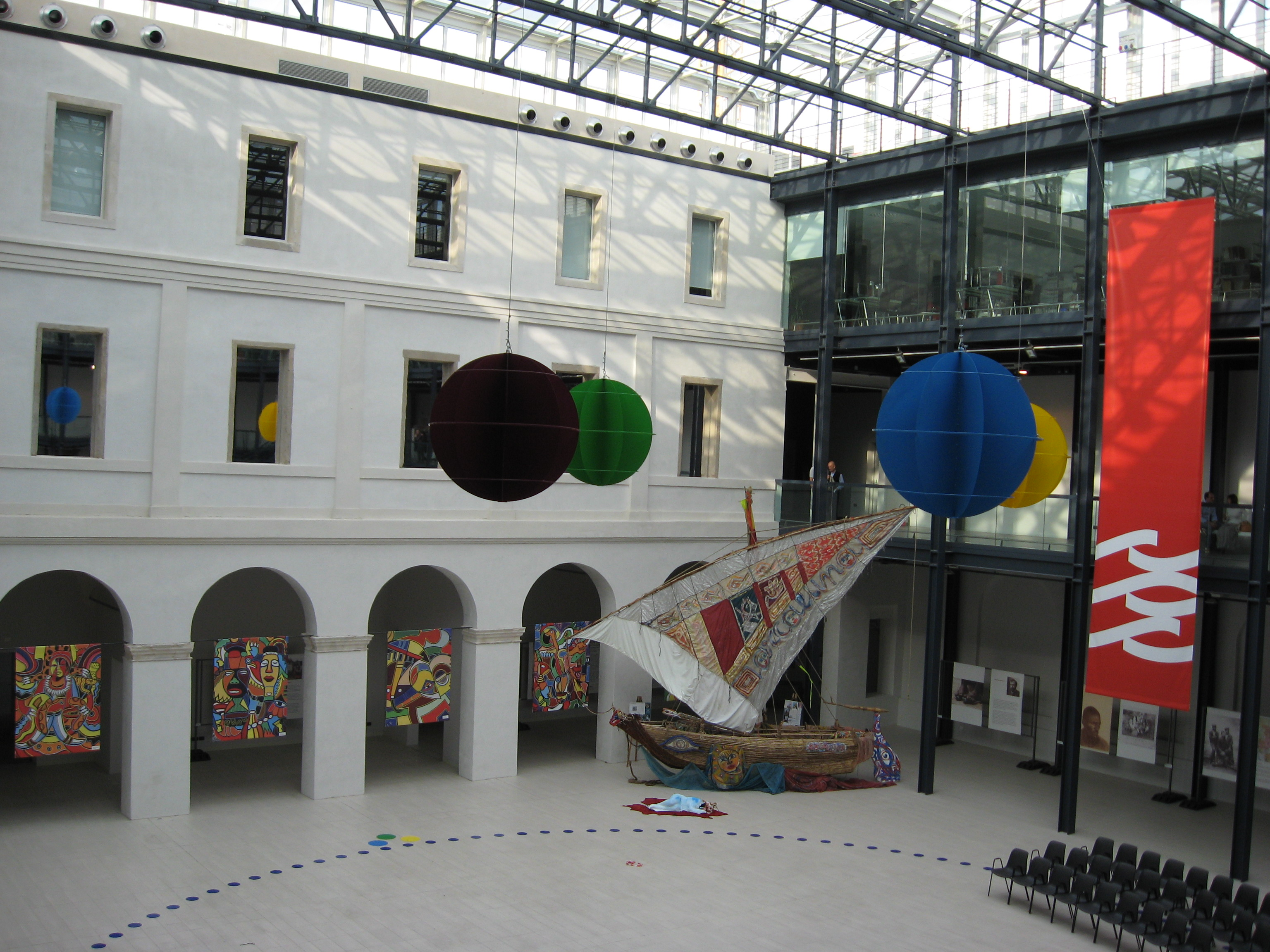
L'ampio chiostro costituente una sorta di piazza con copertura trasparente
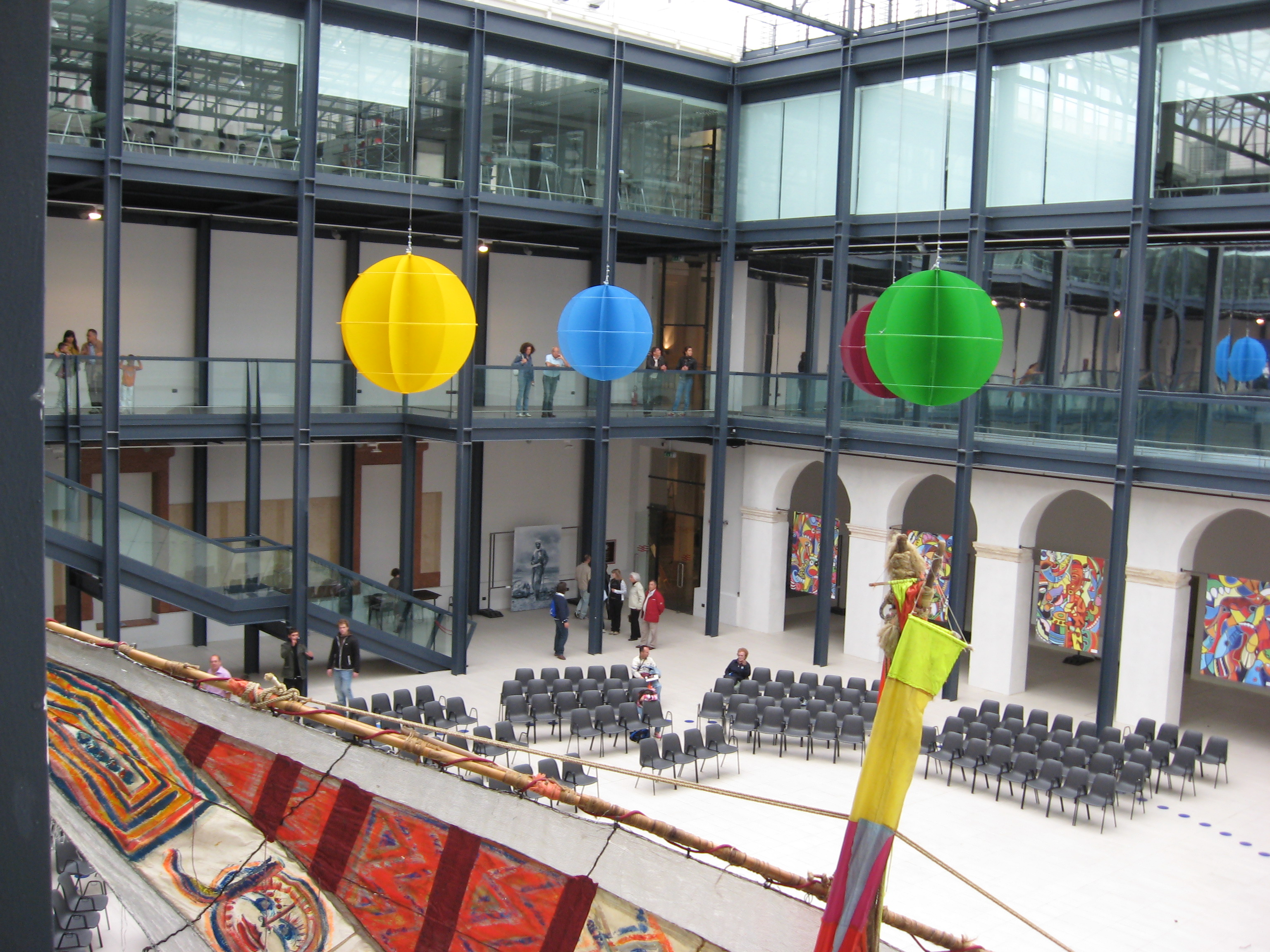
Un'altra veduta, ripresa dall'alto, del chiostro predetto
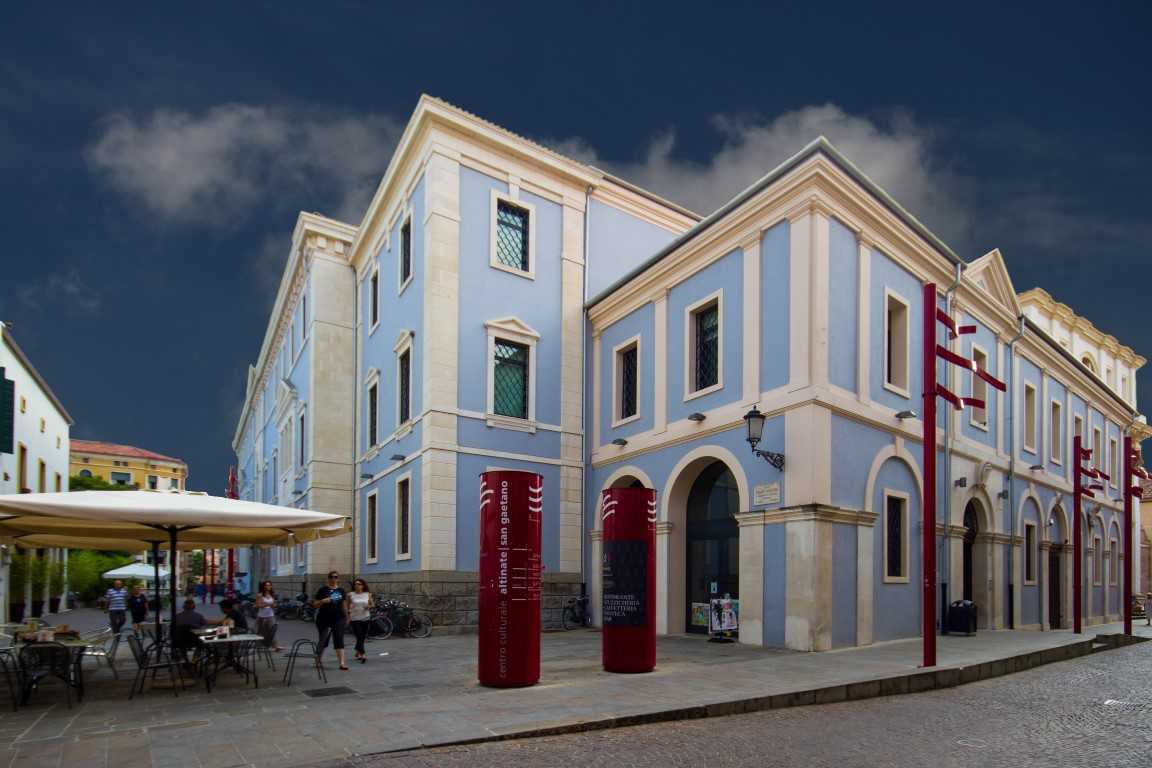
L'edificio dal fianco (via Altinate)